# 관통 (촉한)
관통(關統, 215? ~ 259년)은 중국 삼국시대 촉한의 신료이다.

## 행적
관우(關羽)의 손자이자 관흥(關興)의 적자였다.
약관의 나이에 시중(侍中)·중감군(中監軍)에 오른 관흥이 요절하였을 때, 관통이 그 작위를 계승하였다. 관통은 유선(劉禪)의 공주과 혼인하였으며, 관직은 호분중랑장(虎賁中郞將)까지 올랐다. 관통이 죽은 후 그의 뒤를 이을 아들이 없어 관흥의 서자인 관이(關彛)가 작위를 이었다.